# Poręba Wysoka
Poręba Wysoka – szczyt w Górach Sanocko-Turczańskich, położony w północnej części pasma Chwaniowa o wysokości 618 m n.p.m. Jego stoki opadają: na północ - ku Przełęczy Roztoka i wsiom: Roztoka i Kuźmina, zaś na południe - ku dolinie Tyrawki. Wierzchołek góry jest zalesiony, przez co nie przedstawia walorów widokowych.

## Szlaki turystyczne
Wschodnim zboczem Poręby Wysokiej przebiegają:  Czerwony Szlak Przemysko-Sanocki na odcinku: Przełęcz Roztoka – Poręba Wysoka – Zawadka – Rakowa – Słonny – Przełęcz Przysłup oraz Szlak śladami dobrego wojaka Szwejka na odcinku: Przełęcz Przysłup – Tyrawa Wołoska – Rakowa – Zawadka – Poręba Wysoka – Truszowskie – Brańcowa – Przełęcz pod Brańcową